# ظهره سليم (حبيش)
ظهره سليم محلة تابعة لقرية الميدان، التابعة لعزلة العارضة بمديرية حبيش إحدى مديريات محافظة إب في الجمهورية اليمنية، بلغ تعداد سكانها 69 حسب تعداد اليمن لعام 2004.